# Lene Lovich
Lene Lovich (en serbio Лене Лавић),  (nacida el 30 de marzo de 1949 como Lili-Marlene Premilovich ; serbio Лили-Марлин Премиловић ) es una cantante británico-estadounidense que adquirió gran atención popular formando parte de la escena New Wave de finales de 1970 y principios de 1980, mayormente gracias a su voz aguda y su estilo y apariencia no convencional. Fue una de las pioneras del Punk Rock femenino. Su sencillo más popular fue Lucky Number realizado en 1978.

## Discografía

### Álbumes
- Stateless (1978) #35 UK
- Flex (1979) #19 UK, #39 DE
- 1980 Global Assault - Recorded Live In London And Boston (1980) Promo only
- No Man's Land (1982)
- March (1989)
- Shadows and Dust (2005)

#### Álbumes recopilatorios
- The Best Of Lene Lovich (1997)
- The Very Best Of (1997)
- Lucky Number - The Best Of (2004)

### DVD
- Lene Lovich: Live from New York (2007)